# ウィハーン・プラモンコンボーピット

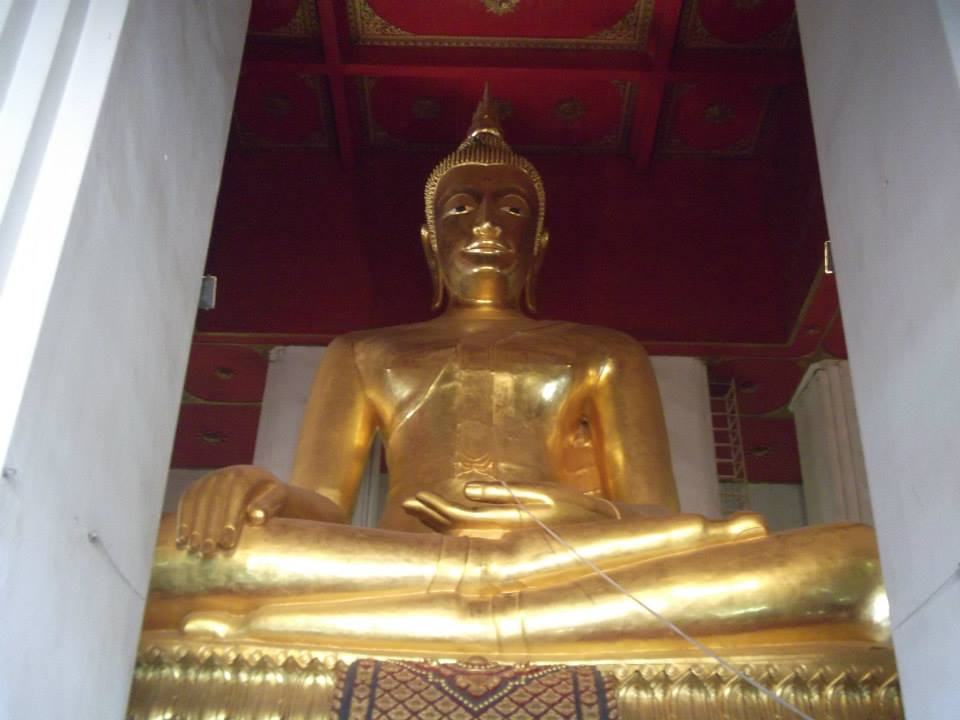
仏坐像「プラモンコンボーピット」

ウィハーン・プラモンコンボーピット（Wihan Phra Mongkhon Bophit、タイ語: วิหารพระมงคลบพิตร）は、タイの中部、アユタヤにあるワット・プラシーサンペットの南に位置する仏教寺院であり、アユタヤ歴史公園の一部としてある。
礼拝堂（ウィハーン）に安置される仏坐像のプラモンコンボーピット（タイ語: พระมงคลบพิตร）は、高さ約13メートル (12.45m) 、台座を含む全高は約17メートルで、タイ国内で屈指の大仏像である。この仏像は煉瓦と青銅により作られており、現在は金箔に覆われる。

## 歴史
プラモンコンボーピットの像は、16世紀、王チャイヤラーチャーティラート（在位1534-1547年）統治時代の1538年のものとされるが、その坐像に認められる様式より、15世紀の王ボーロマトライローカナート（在位1448-1488年）の時代に創作されたともいわれる。
この仏像は、かつて西にあった別の寺院に祀られていたが、17世紀、王ナレースワン（在位1590-1605年）の統治時代の1603年、もしくは王ソンタム（在位1611-1628年）の時代、あるいはオランダ人の記述に基づくと1637年に現在の場所に移された。
史記によれば、寺院は王スリエーンタラーティボーディー（在位1703-1709年）統治時代、1706年に落雷により被災しており、仏像はその後、修繕を受けたことが認められる。また、1767年のビルマ軍の侵攻により、寺院は破壊され、仏像も損傷を受けた。
19世紀末、仏像プラモンコンボーピットは、チャクリー王朝の王ラーマ5世（在位1868-1910年）により修復がなされた。その後、王ラーマ6世（在位1910-1925年）の時代および1931年にも修復されている。また、1955年になされた修復において、プラモンコンボーピットの左肩部より数多くの仏像が発見された。それらの仏像は現在、チャオ・サーム・プラヤー国立博物館に収蔵されている。
1956年にビルマの首相が来訪し、その寄附により1956年、礼拝堂（ウィハーン）が建立された。
1990年には、タイ芸術局の承認のもと、プラモンコンボーピットの坐像に金箔が施されることになり、その後、1992年に60歳を祝う王妃シリキットの寄附より箔押しが完成した。